# Tercja (akustyka)
Tercja – pasmo częstotliwości pomiędzy częstotliwościami, których stosunek równa się {\displaystyle {\sqrt[{3}]{2}}.} Trzy kolejne tercje stanowią oktawę, toteż mówi się czasem np. o pasmowych filtrach tercjowych – filtry „jednotrzeciooktawowe”.
Podobnie jak przy podziale pasma słyszalnego na oktawy, częstotliwości środkowe standardowych tercji pomiarowych wyznaczono arbitralnie i wynoszą one (w hercach [Hz]):
| Nr tercji | {\displaystyle f_{d}} | {\displaystyle f_{o}} | {\displaystyle f_{g}} |
| --------- | --------------------- | --------------------- | --------------------- |
| 1         | 11,1 Hz               | 12,5 Hz               | 14,0 Hz               |
| 2         | 14,3 Hz               | 16 Hz                 | 18,0 Hz               |
| 3         | 17,8 Hz               | 20 Hz                 | 22,4 Hz               |
| 4         | 22,3 Hz               | 25 Hz                 | 28,1 Hz               |
| 5         | 28,1 Hz               | 31,5 Hz               | 35,4 Hz               |
| 6         | 35,6 Hz               | 40 Hz                 | 44,9 Hz               |
| 7         | 44,5 Hz               | 50 Hz                 | 56,1 Hz               |
| 8         | 56,1 Hz               | 63 Hz                 | 70,7 Hz               |
| 9         | 71,3 Hz               | 80 Hz                 | 89,8 Hz               |
| 10        | 89,1 Hz               | 100 Hz                | 112,2 Hz              |
| 11        | 111,4 Hz              | 125 Hz                | 140,3 Hz              |
| 12        | 142,5 Hz              | 160 Hz                | 179,6 Hz              |
| 13        | 178,2 Hz              | 200 Hz                | 224,5 Hz              |
| 14        | 222,7 Hz              | 250 Hz                | 280,6 Hz              |
| 15        | 280,6 Hz              | 315 Hz                | 353,6 Hz              |
| 16        | 356,4 Hz              | 400 Hz                | 449,0 Hz              |
| 17        | 445,4 Hz              | 500 Hz                | 561,2 Hz              |
| 18        | 561,3 Hz              | 630 Hz                | 707,2 Hz              |
| 19        | 712,7 Hz              | 800 Hz                | 898,0 Hz              |
| 20        | 890,9 Hz              | 1 000 Hz              | 1 122,5 Hz            |
| 21        | 1 113,6 Hz            | 1 250 Hz              | 1 403,1 Hz            |
| 22        | 1 425,4 Hz            | 1 600 Hz              | 1 795,9 Hz            |
| 23        | 1 781,8 Hz            | 2 000 Hz              | 2 244,9 Hz            |
| 24        | 2 227,2 Hz            | 2 500 Hz              | 2 806,2 Hz            |
| 25        | 2 806,3 Hz            | 3 150 Hz              | 3 535,8 Hz            |
| 26        | 3 563,6 Hz            | 4 000 Hz              | 4 489,8 Hz            |
| 27        | 4 454,5 Hz            | 5 000 Hz              | 5 612,3 Hz            |
| 28        | 5 612,7 Hz            | 6 300 Hz              | 7 071,5 Hz            |
| 29        | 7 127,2 Hz            | 8 000 Hz              | 8 979,7 Hz            |
| 30        | 8 909,0 Hz            | 10 000 Hz             | 11 224,6 Hz           |
| 31        | 11 136,2 Hz           | 12 500 Hz             | 14 030,8 Hz           |
| 32        | 14 254,4 Hz           | 16 000 Hz             | 17 959,4 Hz           |
| 33        | 17 818,0 Hz           | 20 000 Hz             | 22 449,2 Hz           |
Definiuje się trzy częstotliwości charakterystyczne dla pasma tercji:
- {\displaystyle f_{d}} – częstotliwość dolna,
- {\displaystyle f_{o}} – Częstotliwość środkowa,
- {\displaystyle f_{g}} – częstotliwość górna,

które pozostają w następujących zależnościach:
{\displaystyle {\frac {f_{g}}{f_{d}}}={\sqrt[{3}]{2}},}
{\displaystyle f_{d}=f_{o}\cdot {\sqrt[{-6}]{2}},}
{\displaystyle f_{g}=f_{o}\cdot {\sqrt[{6}]{2}}=f_{d}\cdot {\sqrt[{3}]{2}},}
{\displaystyle f_{o}=f_{d}\cdot {\sqrt[{6}]{2}}=f_{g}\cdot {\sqrt[{-6}]{2}}.}
Względna szerokość pasma tercjowego wynosi 23,1% częstotliwości środkowej każdej tercji.
Większość problemów związanych z analizą hałasu rozważanych jest w oparciu o pomiary w pasmach tercjowych o podanych wyżej częstotliwościach środkowych. Na potrzeby analizy infradźwięków i ultradźwięków używa się także podziału na tercje poniżej i powyżej pasma słyszalnego, budowane w oparciu o ten sam schemat.